# Vreni Schneider
Verena Schneider (conocida como Vreni Schneider; Elm, 26 de noviembre de 1964) es una deportista suiza que compitió en esquí alpino; tres veces campeona olímpica y tres veces campeona mundial.

## Trayectoria
Participó en tres Juegos Olímpicos de Invierno, obteniendo en total cinco medallas, dos de oro en Calgary 1988, en el eslalon y el eslalon gigante, y tres en Lillehammer 1994, oro en eslalon, plata en la combinada y bronce en eslalon gigante, y el séptimo lugar en Albertville 1992 (eslalon).
Ganó seis medallas en el Campeonato Mundial de Esquí Alpino entre los años 1987 y 1991.
En la Copa del Mundo consiguió 55 victorias y 101 podios en total. Ganó la clasificación general de la Copa del Mundo en 1989, 1994 y 1995.
Fue la abanderada de Suiza en la ceremonia de apertura de los Juegos Olímpicos de Albertville 1992.
Recibió el Premio Monique Berlioux (1994) y el premio Skieur d’Or (1994 y 1995). Fue nombrada «Deportista femenina del año» en su país en 1988, 1989, 1991, 1994 y 1995.

## Palmarés internacional
| Juegos Olímpicos   | Juegos Olímpicos               | Juegos Olímpicos  | Juegos Olímpicos |
| Año                | Lugar                          | Medalla           | Prueba           |
| ------------------ | ------------------------------ | ----------------- | ---------------- |
| 1988               | Calgary (Canadá)               | Medalla de oro    | Eslalon          |
| 1988               | Calgary (Canadá)               | Medalla de oro    | Eslalon gigante  |
| 1994               | Lillehammer (Noruega)          | Medalla de oro    | Eslalon          |
| 1994               | Lillehammer (Noruega)          | Medalla de plata  | Combinada        |
| 1994               | Lillehammer (Noruega)          | Medalla de bronce | Eslalon gigante  |
| Campeonato Mundial |                                |                   |                  |
| Año                | Lugar                          | Medalla           | Prueba           |
| 1987               | Crans-Montana (Suiza)          | Medalla de oro    | Eslalon gigante  |
| 1989               | Vail (Estados Unidos)          | Medalla de oro    | Eslalon gigante  |
| 1989               | Vail (Estados Unidos)          | Medalla de plata  | Eslalon          |
| 1989               | Vail (Estados Unidos)          | Medalla de plata  | Combinada        |
| 1991               | Saalbach-Hinterglemm (Austria) | Medalla de oro    | Eslalon          |
| 1991               | Saalbach-Hinterglemm (Austria) | Medalla de bronce | Combinada        |